# Titowszczina (obwód smoleński)
Titowszczina (ros. Титовщина) – wieś (ros. деревня, trb. dieriewnia) w zachodniej Rosji, centrum administracyjne osiedla wiejskiego Titowszczinskoje rejonu diemidowskiego w obwodzie smoleńskim.

## Geografia
Miejscowość położona jest w dorzeczu Kaspli, przy drodze regionalnej 66K-28 (droga R120 i Rudnia – Diemidow), 1 km od drogi regionalnej 66K-11 (droga R120 i Olsza – Wieliż – granica z obwodem pskowskim), 2,5 km od centrum administracyjnego rejonu (Diemidow), 62,5 km od stolicy obwodu (Smoleńsk), 32 km od granicy z Białorusią.
W granicach miejscowości znajdują się ulice: Administratiwnyj pierieułok, Centralnaja, Diemidowskaja, Mołodiożnaja, Parkowaja, Polewaja.

## Demografia
W 2010 r. miejscowość zamieszkiwało 185 osób.

## Historia
W czasie II wojny światowej od lipca 1941 roku dieriewnia była okupowana przez hitlerowców. Wyzwolenie nastąpiło we wrześniu 1943 roku.